# Capitalismo de plataforma
El capitalismo de plataforma se refiere a las actividades de empresas tecnológicas como Google, Facebook, Apple, Microsoft, Uber, Airbnb, Amazon, y otras, para operar como plataformas. En este modelo de negocio, tanto el hardware como el software se utilizan como base (plataforma) para que otros actores lleven a cabo sus propios negocios.
El capitalismo de plataforma ha sido considerado tanto como beneficioso y denunciado como perjudicial por varios autores. Las tendencias identificadas en el capitalismo de plataformas tienen similitudes con las descritas bajo el título de capitalismo de vigilancia. Las empresas de tecnología construyen plataformas de las que dependen industrias enteras, y esas industrias pueden colapsar fácilmente debido a las decisiones de esas empresas de tecnología.
Se ha discutido el posible efecto del capitalismo de plataforma sobre la ciencia abierta.
Se ha contrastado el capitalismo de plataforma con el sistema de cooperativismo de plataforma. Las empresas que intentan centrarse en la justicia y el compartir, en lugar de solo el motivo de lucro, se describen como cooperativas, mientras que las empresas más tradicionales y comunes que se centran únicamente en las ganancias, como Uber y Airbnb, son capitalistas de plataforma (o plataformas cooperativistas versus plataformas capitalistas). A su vez, proyectos como Wikipedia, que dependen del trabajo no remunerado de voluntarios, pueden clasificarse como iniciativas de producción entre pares basadas en bienes comunes.: 31, 36 